# أوغستو روا باستوس
```
أوغستو روا باستوس
 
(
بالإسبانية
: 
Augusto Roa Bastos
)‏
 ـ (13 يونيو 1917 ـ 26 أبريل 2005) هو روائي وقاص 
باراغواياني
. خاض في مراهقته 
حرب تشاكو
، التي نشبت بين 
باراغواي
 
وبوليفيا
 بين عامي 1932 و 1935، وعمل لاحقًا بالصحافة وكتابة السيناريو، كما عمل بالتدريس في الجامعة.
```

من أشهر أعماله رواية «أنا الأعلى» (بالإسبانية: Yo el Supremo)‏، التي تدور حول شخصية ونزعات الديكتاتور فرانسيا، الذي حكم باراغواي بالحديد والنار بين عامي 1814 و 1840. وقد فاز روا باستوس بجائزة ميغيل دي ثيربانتس للآداب باللغة الإسبانية ـ التي تعد أرقى جائزة دولية للأدب المكتوب بالإسبانية ـ سنة 1989.، وقد تُرجمت رواية أنا الأعلى إلى العربية مؤخراً في إطار مبادرة للتبادل الثقافي بين السفارة اللبنانية وكونغرس الباراغواي احتفاءً بالمئوية الأولى لمولد الكاتب الأديب.
وُلد روا باستوس في الأسنسيون عاصمة الباراغواي، وكان كاتباً وصحفيا ومؤلفاً مسرحيا، ويعتبر أكثر كتّاب بلده أهمية ومن بين المتميزين من مثقفي أمريكا اللاتينية. حاز جائزة سرفانتس عام 1989، وترجمت مؤلفاته إلى ما لا يقلّ عن 25 لغة.
وتمتاز أعماله التي كتب اغلبها في المنفى بالصورة التي ينقلها عن الواقع المرّ لشعب الباراغواي، عبر استرجاع تاريخه والمطالبة بالاعتراف بشرعية صفة ثنائية اللغة (تعتبر الغوارانية لغة رسمية في الباراغواي)، وفيها تأملات حول مفهوم السلطة بكلّ تجلياتها، وهي لبّ الموضوع في رواية أنا الأعلى التي يُنظر إليها كمَلِكة أعماله، وواحدة من بين المئة عمل الأكثر تميّزا في الأدب الإسباني لأمريكا اللاتينية في القرن العشرين.

## عنه

### سنواته الأولى (1917-1932)
انتقل روا باستوس بعد أشهر من ولادته مع عائلته للعيش في مدينة إيتوربي، وكانت يومها قرية صغيرة، وبدأ دروسه في مدرسة ثنائية اللغة عزّزت عنده جذور الغوارانية. والده، لوسيوس روا، من أصولٍ إسبانية، واشتهر بقساوة كبيرة. ووالدته لوسيا باستوس، من جذورٍ فرنسية وبرتغالية، امتازت بصفات فيها الكثير من الحساسية، وكانت توجّه خطواته الأولى نحو الثقافة والأدب. ورجع بعد الثامنة من عمره إلى العاصمة لاستكمال دراسته، وعاش في منزل عمّه المطران، وأخذ عنه شغفه بالقراءة، فكان له القدوة والموجّه، وله الفضل في تنمية قدراته اللغوية. وذهب من ثم إلى بوينس أيرس لمتابعة الدراسة، أيام اشتعلت الحرب بين بوليفيا والباراغواي، والتي أصرّ على المشاركة فيها على الرغم من صغر سنه، فقام بدور مساعد ممرض، وهي تجربة تناولها في رواية ابن الإنسان.

### بدايات مشواره الأدبي (1932-1946)
بدأ مشواره باكراً، فكتب وعمرة ثلاثة عشر عاما، بالاشتراك مع والدته، عملا مسرحيا (القهقهة) عرض في العديد من القرى ومدن الأرياف، وهدف لجمع التبرعات للجنود في الجبهات. وكتب بعدها بعامين قصته الأولى (قتالٌ حتى الفجر) ضاعت منه لسنوات قبل أن يجدها وينشرها في العام 1979. تزّوج في العام 1942 ورزق بثلاثة أولاد. أصدر خلال السنوات التالية عدة أعمال، اعتبر بعضها تجديدا شعريا وفنياً في حقبة الأربعينيات، وبدأ يميل معها للاصطفاف إلى جانب المقهورين والمضطهدين. أمضى العام 1945 في إنكلترا مراسلا لجريدة الباييس، ومن ثم عاما آخر في فرنسا مراسل تغطية محاكمات نورنبرغ.

### سنوات المنفى: الأرجنتين وفرنسا (1947-1989)
أدت محاولة الانقلاب على الديكتاتور إيجينيو مورينيغو في العام 1947 إلى غضبّ عارم طال جميع المعارضين بمن فيهم المدنيين، وطالت تهمة الشيوعية روا باستوس، واتهم بازدراء السلطة في كتاباته. واستطاع الاختباء من رجال الشرطة في خزان مياه قريب من منزله، تسلل بعدها إلى سفارة البرازيل حيث أمضى ستة شهور، انتقل منها إلى الأرجنتين للعمل في شركة تأمين، وهناك أصدر أغلب أعماله. بدأها العام 1953 بكتاب قصصي (البرقُ بين الأوراق) وكانت له مشاركات كبيرة في أعمال مسرحية مع كتاب أرجنتينيين كبار. وفي العام 1960 بدأ بإصدار رائعته ابن الإنسان، التي حصدت العديد من الجوائز وأثارت اهتمام النقاد والمثقفين، وهي عمل تجديدي فريد، تتزاحم فيه الأصوات، ولكل جزء منها وصفه المستقلّ المتميز. وأكمل روا باستوس المسيرة بإصدار العديد من الأعمال التي عززت مكانته في أسلوب الرواية الجديد في ثقافة أمريكا اللاتينية فيما عُرف بالطفرة الأدبية، وإن كان يعزُف عن قبول موقعه هذا بسبب رفضه لأساليب التسويق النشريّ. ظهرت رواية أنا الأعلى في العام 1974، وكتبها على مدار ستة أعوام. استعاد فيها صورة خوسيه غاسبار رودريغز دي فرانسيا، الدكتاتور الأعلى الذي حكم الباراغواي بين 1814 و 1840، أغلق خلالها البلد أمام التأثيرات الأجنبية. وعمل روا باستوس من خلال صوت الديكتاتور وأصوات أخرى متداخلة ومتناقضة، على إعادة تركيب المشهد لتلك الحقبة التاريخية عبر تأملات عميقة ومعقدة عن السلطة. وأثارت الرواية اعترافا صاخباً لصاحبها بالتربع على عرش الرواية القصصية ونالت العديد من الجوائز والتهاني. وغادر روا باستوس الأرجنتين إلى فرنسا بعد انقلاب العام 1976 وبقي هنالك إلى العام 1996، عمل خلالها أستاذا جامعيا في الأدب اللاتيني الأمريكي. حاول العودة إلى بلاده في العام 1982، لكن السلطات الحدودية الأرجنتينية قبضت عليه وجُرّد من الجنسية واتّهم بالترويج للأفكار الماركسية واللينينية، فمنحته السلطات الإسبانية جنسيتها الفخرية لأعماله المشرّفة في العام 1983، وهو العام الذي أصدر فيه نسخة منقحة من ابن الإنسان، لم تصدر في بلده إلا بعد عشر سنوات من هذا التاريخ.

### العودة إلى الباراغواي وسنواته الأخيرة (1989-2005)
بعد الإطاحة بالديكتاتور ستروسنر، ظل روا باستوس في فرنسا بضع سنوات أخرى، وان كان يزور بلده دورياً. أصدر في حقبة التسعينات نسخة معدلة للمسرح من أنا الأعلى، والنسخة الثانية من ابن الإنسان، ومجموعة من الروايات كان قد كتبها قبل ذلك، منها حرس الأميرال (1992)، والنائب العام (1993)، وضدّ حياتي (1994) ومَدام سوِيّ (1995). وعاد في العام 1996 إلى بلده للإقامة فيه، وزار كوبا في العام 2003 للقاء زعيمها فيديل كاسترو الذي قلّده وسام خوسيه مارتي تقديرا لجهوده في مقارعة الاستبداد ودعم الثورة الكوبية. توفي روا باستوس في العام 2005 وهو في السابعة والثمانين من عمره بذبحة قلبية، واُعلن الحداد الرسمي في البلد ثلاثة أيام، دُفن بعدها جثمانه بتشريفات رئاسية. وفقدت بعد وفاته روايتين كان يعمل على إتمامها، وفقدت كذلك بعض أعماله القديمة من قصص وأعمال مسرحية كتبها في المنفى.
وحاز روا باستوس، كما حازت أعماله، العديد من الجوائز، ومن دول كثيرة وجمعيات ومنظمات، وتقلّد العديد من الأوسمة ونال تشريفات كثيرة خلال حياته وبعد مماته أيضا. وتقوم الحكومة الحالية بمجهود كبير لتسليط الضوء على أعماله وتكريمه من خلال فعاليات ثقافية متعددة، محلية وخارجية.

## روابط خارجية
- أوغستو روا باستوس على موقع IMDb (الإنجليزية)
- أوغستو روا باستوس على موقع الموسوعة البريطانية (الإنجليزية)
- أوغستو روا باستوس على موقع مونزينجر (الألمانية)